# إنت عارفني
أنت عارفني  هو ألبوم للفنانة اليمنية أروى أطلق عام 2006 يحتوي على 12 أغنية، يشمل الألبوم أغاني متنوعة الألوان منها عدة أغاني باللون الحضرمي وباللون الخليجي
أغاني الألبوم:
- آسف
- اصول الحب
- أنت عارفني
- اهل المدينة
- باقولك
- تهوى غيري
- حبيب روحي
- ما ابي
- ما تستاهل
- ولله زين
- وشلون يخسرني
- ياناس